# Čáhppesjávri
Čáhppesjávri eller Stuorra Tsahppesjavri eller Tsjappisjävri är en sjö i Finland. Den ligger i kommunen Utsjoki i landskapet Lappland, i den norra delen av landet, 1 100 km norr om huvudstaden Helsingfors. Čáhppesjávri ligger 239,3 meter över havet. Omgivningarna runt Čáhppesjávri är i huvudsak ett öppet busklandskap. Arean är 92,8 hektar och strandlinjen är 5,57 kilometer lång. Sjön  ingår i Tana älvs huvudavrinningsområde. 